# MZ Skorpion
Pour les articles homonymes, voir Skorpion.

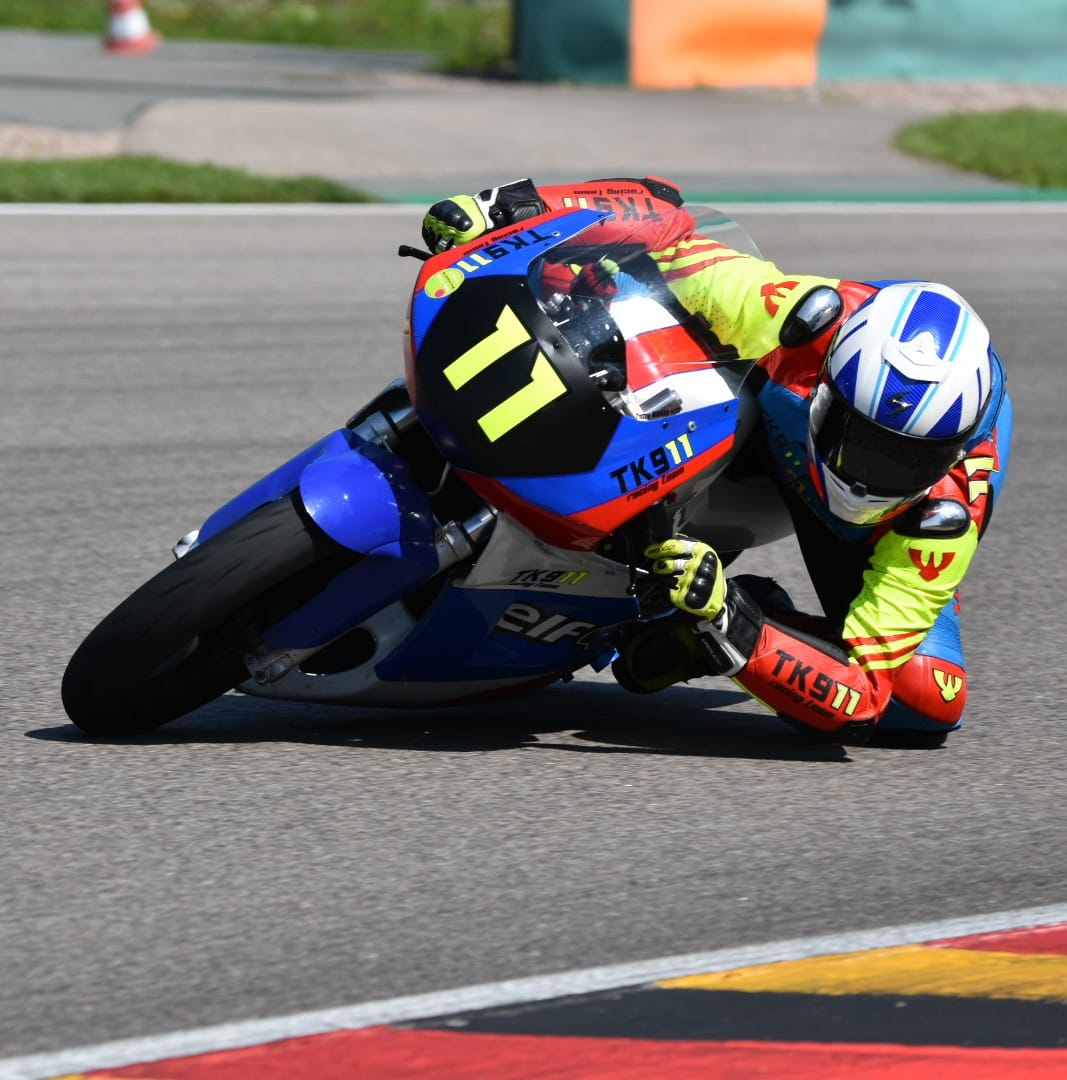
MZ-Cup - série de courses amateurs avec MZ Skorpion depuis 1996 (ici : Sachsenring 2020)

La Skorpion est un modèle de motocyclette du constructeur allemand MZ.
Au salon de Birmingham de décembre 1992, MuZ présente sur son stand un prototype de roadster équipé d'un monocylindre Rotax de 500 cm3.
Quelque temps plus tard, un deuxième prototype voit le jour, avec un monocylindre Yamaha de 660 cm3. Le coût de production élevé, difficilement supportable par une entreprise qui vient de se relancer, serait la cause de ce changement de motoriste.
La fourche télescopique de 41 mm de diamètre provient de chez Paioli, tandis que le monoamortisseur est choisi chez Bilstein. Les jantes et les freins sont des Grimeca.
Commun à toute la gamme, le cadre est de type périmétrique.
Les reposes-pieds et le guidon sont réglables.
La Skorpion Tour est le modèle de base.
La Skorpion Sport est mécaniquement identique à la Skorpion Tour. Elle est pourvue d'un carénage tête de fourche, et une selle en deux parties.
La Skorpion Traveller se présente comme une alternative plus apte à voyager. Sur une base de Skorpion Tour, elle utilise un carénage intégral et offre des sacoches latérales rigides Hepco&Becker. Elle est vendue 6 250 €.
La Skorpion Sport Cup est dérivée de la Skorpion Sport. Le carénage devient intégral et un capot de selle recouvre la place dévolue au passager. Une compétition monomarque voit le jour avec cette machine.
La Skorpion Replica est une extrapolation plus luxueuse sur base de Skorpion Sport Cup. Le frein avant est remplacé par un double disque Brembo série Or. Les suspensions sont siglées WP et la fourche est inversée. Les jantes sont remplacées par des Marchesini. Les pneus ont des dimensions de 120/70 x 17 et 160/60 x 17. L'unique silencieux d'échappement est remplacé par deux silencieux en inox qui remontent le long des flancs de selle, permettant une hausse de la puissance de 2 chevaux.

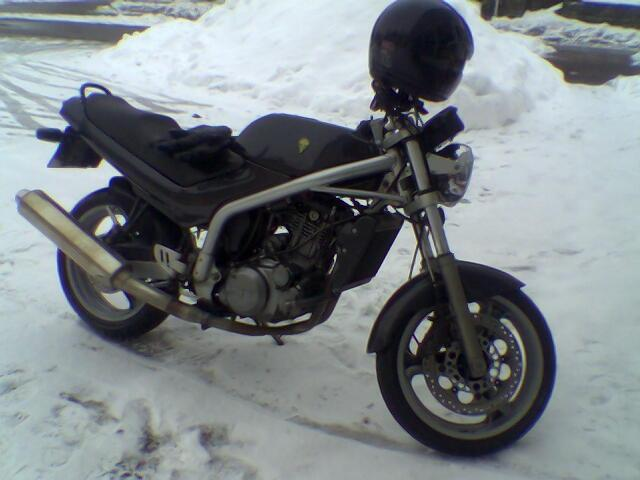
Skorpion Tour
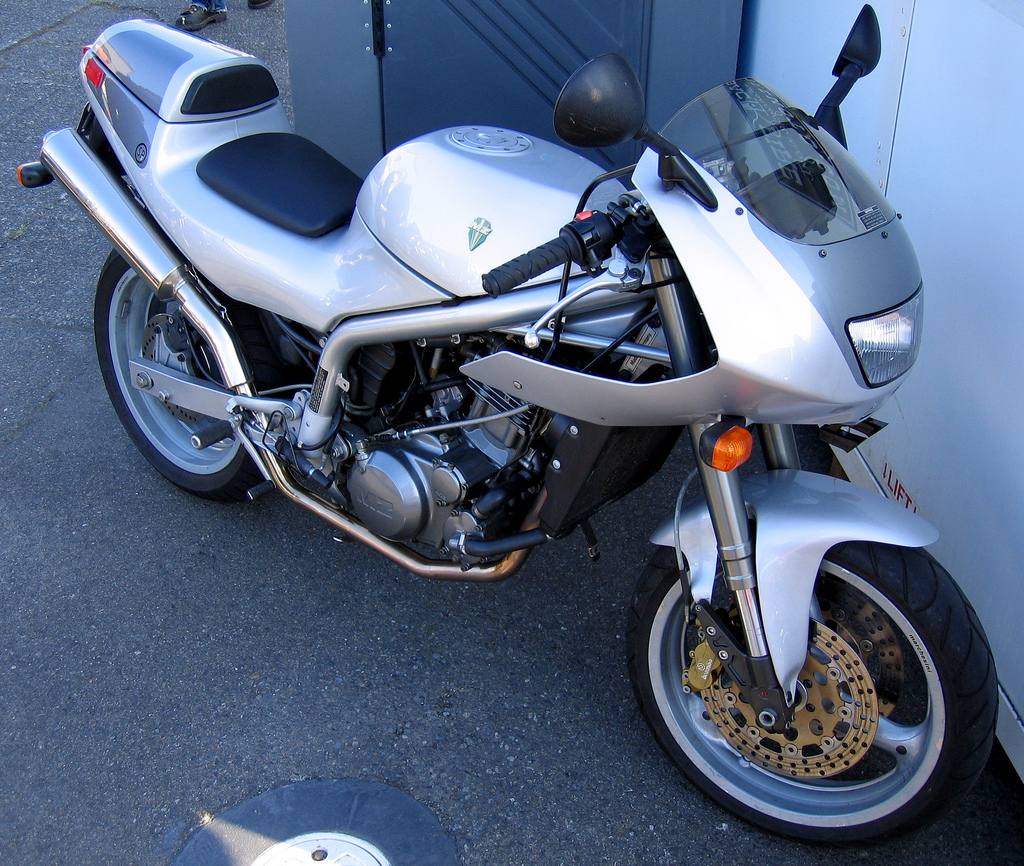
Skorpion Sport
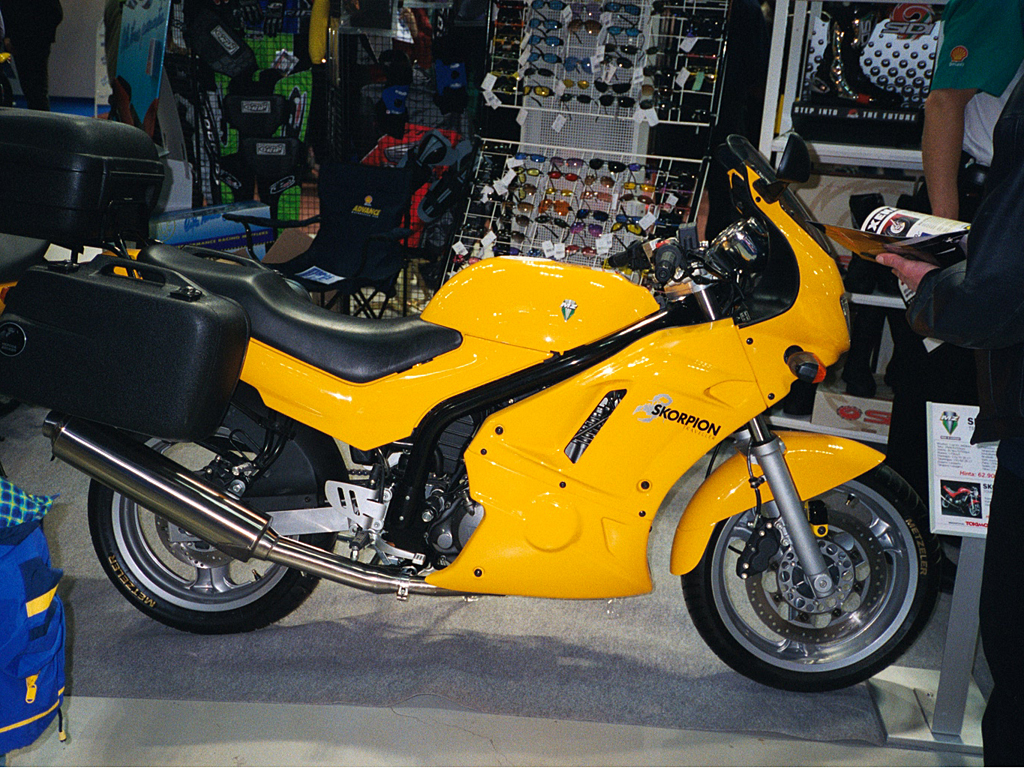
Skorpion Traveller
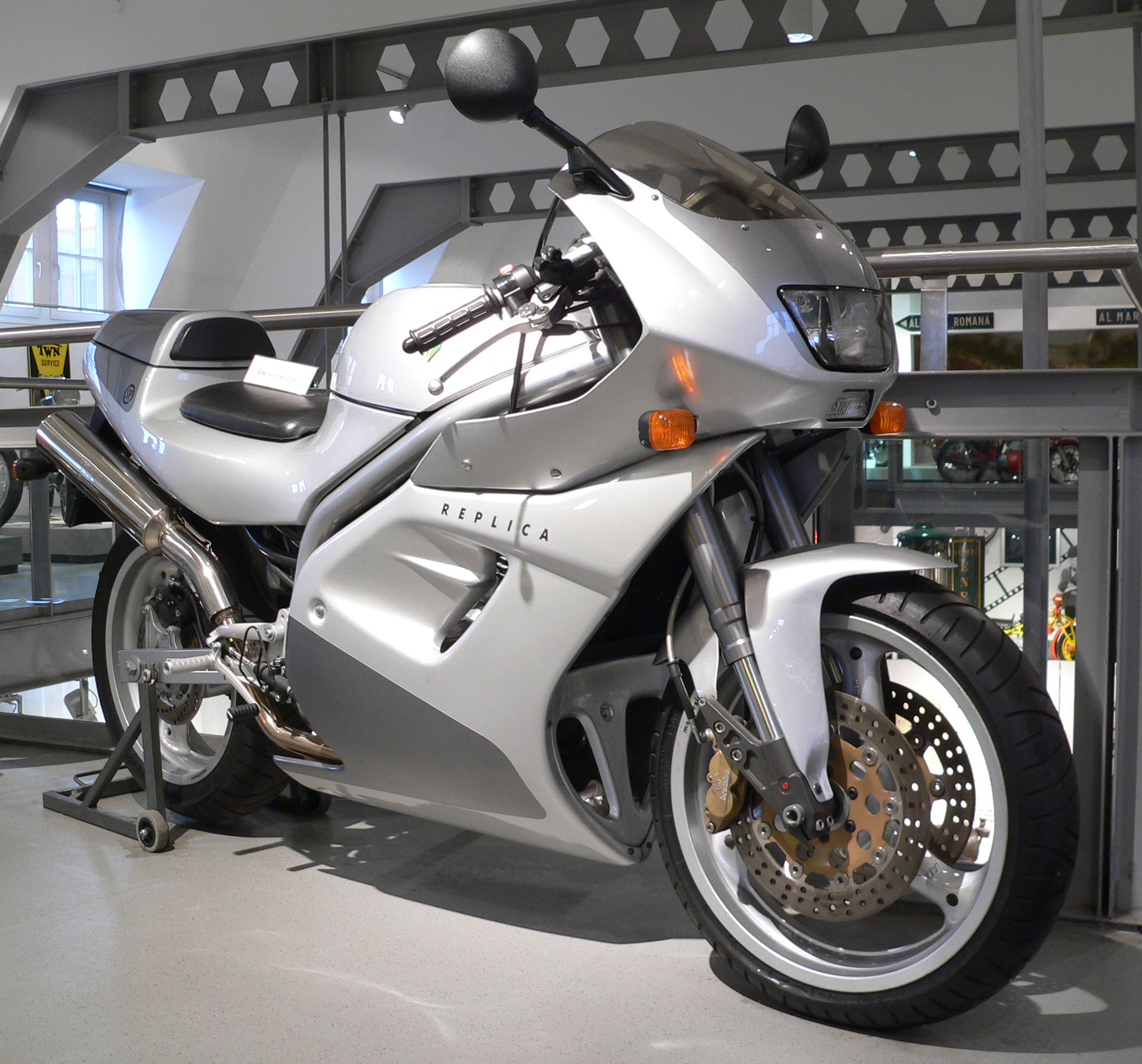
Skorpion Replica